# Excurse
Excurse ist eine 2014 gegründete experimentelle Funeral-Doom-Band.

## Geschichte
Der meist unter den Initialen M.S. agierende, für seine Beteiligung an Arkaik Excruciation bekannte, spanische Musiker Miguel Souto gründete Excurse im Jahr 2014. Das Projekt debütierte im Jahr 2017 mit einem gelobten unbetitelten Demo, das auch unter dem Titel Veiled geführt wird. Zwischen 2017 und 2018 nahm M.S. ein Albumdebüt in drei Heimstudio-Sitzungen auf. Unter dem Titel Sitra Ahra erschien das Album im Jahr 2022, wie bereits das Demo über Dying Sun Records. Das Album wurde selten rezensiert, aber positiv beurteilt und als gute Veröffentlichung empfohlen.

## Stil
Die Musik von Excurse wird als experimenteller Crossover aus Traditional Doom, Drone Doom, Funeral Doom und Sludge kategorisiert. Das Ergebnis dieses Crossovers ist ein eigenständiger neo-psychedelischer Extreme Metal. Elemente der eher okkulten, spirituellen und atmosphärischen Seite des Stoner Doom der Band Saturnalia Temple begegnen, je nach Stück, Einflüssen des Drone Doom von Earth oder des Funeral Doom. Kontinuität ist im aggressiv gutturalen Gesang und einem klangmalerischen Tenor, der dem Dark Ambient entspricht, zu finden.

## Diskografie
- 2017: Demo (Demo, Dying Sun Records)
- 2022: Sitra Ahra (Album, Dying Sun Records)